# Площадь Петрушевича (Львов)

Мемориальная доска Е.Петрушевичу на площади его имени

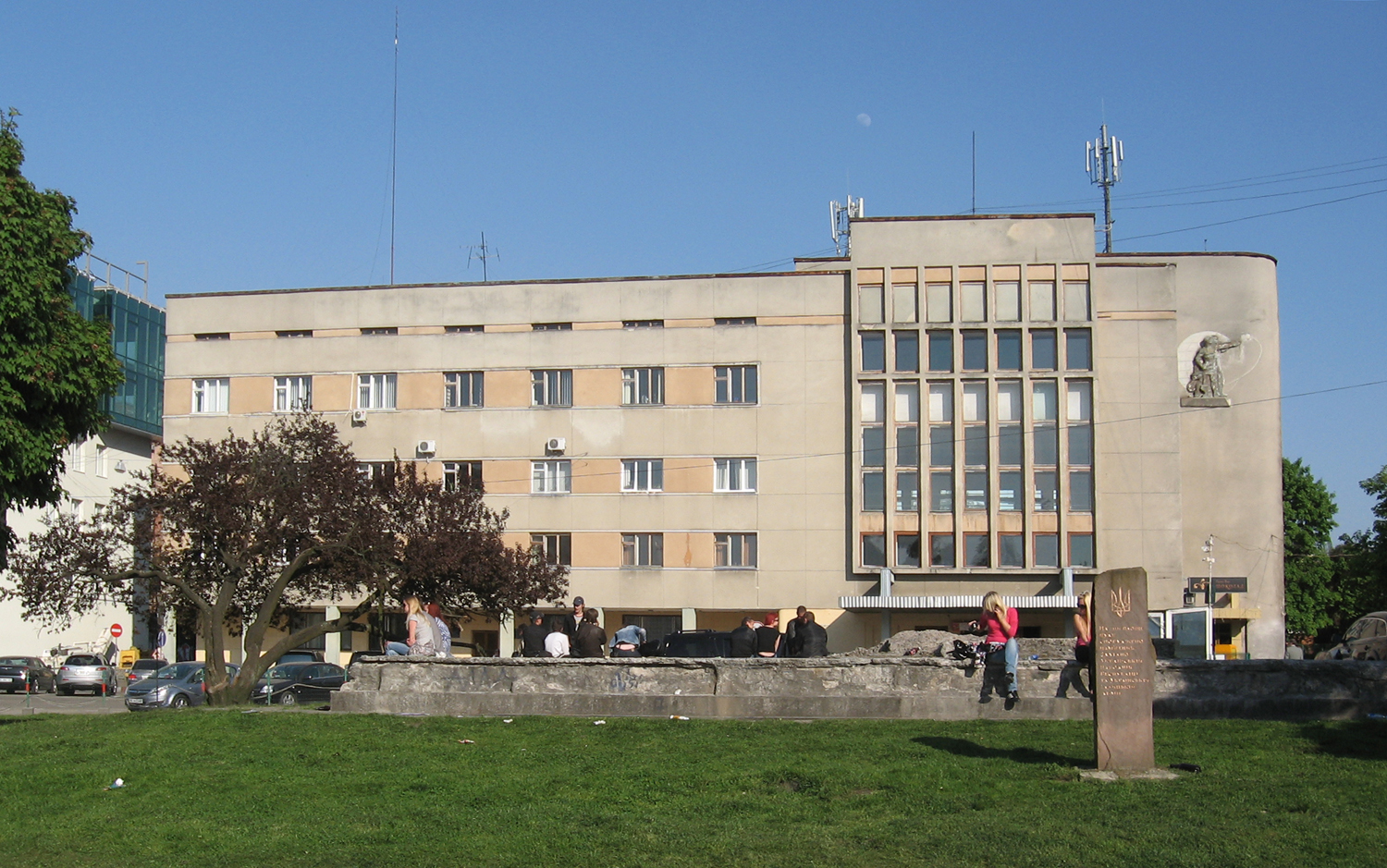
Дворец культуры учащейся молодежи и место, где в 1972—1992 годах был установлен памятник украинскому писателю Ярославу Галану

Пло́щадь Петруше́вича — площадь в Лычаковском районе Львова (Украина). Находится между улицами Зелёной и Руставели.
По площади проходят троллейбусные маршруты № 1, 5, 11, 16, 24.

## Название
- С 1936 года — площадь Дрешера-Орлича в честь польского генерала Густава Орлича-Дрешера (1889—1936),
- во время немецкой оккупации — Берингпляц,
- с 1946 года — площадь Николая Островского в честь русского писателя-коммуниста,
- в 1972—1992 годах — площадь Ярослава Галана в честь западноукраинского писателя-коммуниста,
- с 1992 года получила нынешнее название в честь президента Западно-Украинской народной республики Евгения Петрушевича (1863—1940).

## Примечательные сооружения
До Второй мировой войны на ней стоял комплекс зданий бывшего дворца Станислава Яблоновского, переоборудованный под казармы; после войны здесь обустроили сквер. На месте бывшего военного плаца между площадью и улицей Архипенко были построены теннисные корты.
В 1972 году на площади установили памятник Ярославу Галану (демонтирован властями Львова в 1992 году).
- № 1, спортивный клуб «Евроспорт».
- В доме № 2 при Польше действовал Дом солдата. Это здание перестраивалось в 1961 и в 1985 годах. При СССР в нём работал Дворец культуры управления профтехобразования им. Гагарина, при нынешних властях — Дворец культуры учащейся молодежи (в котором работает также клуб «Космо»).